# Eutelia vadoni
Eutelia vadoni là một loài bướm đêm trong họ Noctuidae.